# Стоицизъм
Стоицизъм (от гръцки: Στωικισμός) е школа на елинистическата философия, основана в Атинската агора от Зенон от Китион през IV – III век пр.н.е. Това учение е широко разпространено в Древна Гърция и Древен Рим, и се смята за едно от най-значимите в историята на западната цивилизация.
Стоиците твърдят, че честото и продължително прилагане на моралните добродетели (смелост, мъдрост, умереност, благоразумие и т.н.) води до постигането на евдаймония – състояние на пълноценен живот изпълнен със смисъл.
Наред с Аристотеловата етика, стоическата традиция формира един от основните подходи към етиката на добродетелта. Стоиците изтъкват, че "добродетелта е единственото добро" за човека и че външните проявления като здраве, богатство, удоволствия и т.н., не са добри или лоши сами по себе си (концепцията за адиафора; на гръцки: ἀδιάφορον), но притежават потенциал за прилагане и упражняване на добродетелта. Много стоици (като Епиктет и Сенека) подчертават, че тъй като "добродетелта е достатъчна за щастието", стоикът би следвало да бъде емоционално устойчив на нещастието. Стоиците също смятат, че определени деструктивни емоции са резултат от грешки в преценката и вярват, че хората трябва да се стремят да поддържат воля (концепцията за проаиресис; на гръцки: προαίρεσις) която е "в съответствие с природата". Поради това стоиците твърдят, че най-добрата индикация за философията на индивида не се състои в това, което той казва, а в това, което върши. За да живее добър живот, човек трябва да разбира природните закони, понеже всичко се корени в природата.

## Етимология
Името стоицизъм произлиза от Стоа Пойкиле (на гръцки: στοὰ ποικίλη – пъстра стоа) – портик с колонада, декорирана с митични и исторически бойни сцени, разположена от северната страна на Атинската агора. През  IV – III век пр.н.е. Зенон от Китион и неговите последователи се събират на това място за да дискутират своите философски идеи и така полагат основите на философската школа.

## История
За основател на стоицизма се смята Зенон, роден ок. 334 г. пр.н.е. във финикийската колония Китион на о. Кипър. Малко се знае за ранните му години, но е известно, че той бързо се превръща в заможен търговец. По време на едно свое търговско пътешествие – от Финикия до Пирея, той претърпява корабокрушение и губи цялата си стока. Разорен, заминава за Атина. Там случайно попада на книжар, който му предлага Сократическите съчинения на Ксенофонт. Впечатлен от това как Сократ е представен в тях, Зенон пита книжаря къде може да се срещне с човек като Сократ. В този момент покрай тях минава Кратет от Тива – най-известният по това време киник в Гърция, и книжарят го посочва. Така Зенон става ученик на Кратет. В последствие той учи и при философите от Мегарската школа, както и при някои от платониците (Ксенократ Халкидонски и Полемон).
По-късно Зенон започва самостоятелно да излага своите философски идеи до колонадата (стоата) на Атинската Агора. За разлика от епикурейците, той излага своята философия на публично място. Първоначално тя започва да се нарича зеноизъм, но това име скоро е изоставено. Предполага се, че причината за това се дъжли на един от ранните философски принципи на стоицизма, а именно дистанцирането от изграждане на култ към личността. Зенон умира ок. 262 г. пр.н.е.
Стоицизмът процъфтява в Римската империя и Гърция до III в., но претърпява упадък с възхода на християнството през IV в. Неодобрението на стоическата философия от страна на по-късните християнски автори (определящи тази философия като езическа) и предпочитанията към Платон и Аристотел, водят до постепенната забрава на нейните оригинални идеи. Фрагменти от ранните стоици са компилирани и издадени от Арним. В последствие стоицизмът се възражда няколко пъти, най-забележимо по времето Ренесанса (неостоицизъм) и в наши дни (модерен/съвременен стоицизъм).

## Представители
Диоген Лаерций посочва петима негови съмишленици, но днешните изследователи изброяват около стотина автори, свързвани с такива разбирания. При това се разграничават три периода: ранен, среден и късен, с главни представители:
- ранен стоицизъм
  - Зенон от Китион (332 – 262 пр.н.е.), основател
  - Аристон от Хиос (300 – 260 пр.н.е.), пряк ученик
  - Клеант от Асос (330 – 232 пр.н.е.), втори ръководител
  - Хризип (280 – 204 пр.н.е.), трети ръководител
  - Диоген Вавилонски (230 – 150 пр.н.е.)
  - Антипатър от Тарс (210 – 129 пр.н.е.)
- среден стоицизъм
  - Панеций от Родос (185 – 109 пр.н.е.)
  - Посидоний (около 135 – 51 пр.н.е.)
- късен (римски) стоицизъм
  - Цицерон (106 – 43 пр.н.е.)
  - Сенека (4 пр.н.е.– 65 г.)
  - Гай Музоний Руф (20 – 101 г.)
  - Епиктет (55 – 135 г.)
  - Марк Аврелий (121 – 180 г.)

Хронологична рамка:

## Философски възгледи
Философията, отговорил Епиктет, не обещава на човека да му помогне да постигне нещо от външните неща. Иначе тя би се занимавала с нещо, което не е нейната материя. Както дървото е материята на строителя и бронзът – на скулптора, така за майсторията на живота за всеки материята е неговият собствен живот.

– Епиктет, Диатриби 
Стоиците предоставят цялостен философски възглед за света, изграден от логика, монистична физика, и натуралистична етика. От тези три части те определят етиката за основен стремеж на човешкото познание, въпреки че теориите им върху логиката представляват по-голям интерес за късните автори.
Те уподобяват философията на живо същество и сравняват логиката с костите, етиката с мускулите и физиката с душата.

– Диоген Лаерций, Животът на философите
Стоицизмът акцентира върху развитието на самоконтрола като средство за преодоляване на онези емоции, определяни като разрушителни. Ако човек се превърне в безпристрастен мислител с ясен ум, той ще придобие разбиране за универсалния разум (логос). Това гласи основния аспект на стоицизма, който включва стремежа към подобряване на етичното и моралното благополучие на индивида. Този принцип е приложим в сферата на междуличностните отношения (освобождаването от емоции като гняв, завист и ревност) и в приемането на всички хора (дори и на робите) за равни (стоицизмът твърди, че всички хора са продукт на природата и трябва да се подчиняват на нейните закони).
Стоическата етика притежава известна детерминистична перспектива. Пример за това е един от коментарите на Клеант, според който онзи нечестивец на който му липсват стоически добродетели е като куче, вързано за каруца и осъдено да отиде там, където отиде каруцата. Но един истински стоик, напротив – би изменил волята си за да бъде в съзвучие със света и да остане, по думите на Епиктет „болен, но все пак щастлив; в опасност, но все пак щастлив; в изгнание, но щастлив; опозорен, но щастлив“, като по този начин се изгражда една „напълно автономна“ индивидуална воля и същевременно вселена, която е детерминистична и единна. Тази гледна точно по-късно е определена като „класически патетизъм“ (възприета от холандския философ Бенедикт де Спиноза).

### Логика
Стоическата логика предполага най-общото деление на нищо или нещо (outina/tina), а именно нещата биват телесни и нетелесни. Като строг номинализъм, стоицизмът отрича съществуването на общи видове. Така логическата проблематика е ориентирана към изказванията, а не към термините – разграничение, което в съвременната логика се описва като отделянето на пропозиционалната логика от предикатната. Интерес за нея представляват модалностите на условност и възможност, т.е. анализ на изказвания от типа „ако утре вали, то...“ и „утре може да вали, но може и да не вали“. Подобни разглеждания са отчетливо различни от аристотеловата силогистика, обсебила за дълго европейските логици.

### Физика
Стоическата философия е строго монистка: тя приема, че съществуващото е производно от една-единствена субстанция, която във всяка своя част, колкото и малка да е тя, е едновременно активна и пасивна. Този централен възглед опонентите ѝ са го окарикатурявали по различни начини, определяйки го като хилозоизъм или като пантеизъм. По-близко е съвременното физическо разбиране за взаимообратимост на материя и енергия. За форми на тази активна субстанция се сочат четирите стихии, чиито превръщания не са безразборни, а подлежат на законосъобразност, т.е. самата активност е и „Логос“. „Него Зенон определя като създател, който е оформил всичко в правилен порядък и го назовава и съдба, и бог, и зевсов дух, и необходимост“. Стоиците смятат, че съществува и едно глобално превръщане, като с течение на времето влагата се изпарява все повече, докато цялата Земя изсъхва и се възпламенява – възниква всемирен пожар (т.н. „екпирозис“), следва потоп и всичко започва наново (палингенезис и апокатастазис). Те смятат, че и цялата събитийна история в един такъв цикъл се повтаря „и отново ще има Сократ, Платон и всички техни привърженици и приятели, и съграждани. И отново те ще говорят същите неща и ще се залавят за следващите ги дела. И отново всичко ще се възстанови по същия начин...“
Монистичният възглед на стоиците изключва трансцендентност, която да направлява действителността като външен от нея агент: субстанцията не се нуждае нито от творец, нито от демиург или първодвигател; казано в съвременни термини „тя се самоорганизира“. Макар съществуващото да е изцяло телесно, в отнасянето му към самото себе си стоиците признават наличието на т.нар. нетелесности: време, място, изказуемост и празнота.

### Етика
Стоическата етика също контрастира с множество възприети от античността идеи. Приемайки принципното еднообразие на света, тя смята всички хора за принципно равноправни и не приписва собствена реалност на социалните йерархии. Съответно, добродетелта не е нещо, което да бъде „възнаграждавано“, а е адекватно на съществуващите неща поведение. Както Диоген Лаерций предава:

„Едно и също е да се живее според добродетелта и да се живее според опита на съответните на природата неща, както казва Хризип в първата книга за целите. Понеже нашите вродени качества са част от цялото, за това цел е животът в съответствие с природата, което означава живеене според собствената природа и според природата като цяло, т.е. на същностите, действията на всяка от които са зависими от общия закон – правилния логос, преминаващ през всичко“.

## Исторически продължения
В Рим стоицизмът бива сведен до етическа доктрина при минимум интерес към собствено метафизическите ѝ основания. С установяването на християнството дори от това стеснено разбиране остава съвсем малко. Едва с развитието на схоластиката и преоткриването на Аристотел биват възродени някои от логическите идеи на стоиците, доколкото те често са били именно алтернатива на аристотеловата трактовка на логическата проблематика. Към края на Ренесанса, в XVI в., се появява първото по-обстойно представяне на стоицизма, дело на Юстус Липсиус. В следващия век философията на Спиноза обаче предлага едно впечатляващо превъплъщение на принципно стоическата мисъл. Малко по-късно с осъдителен тон Лайбниц пише за „новите стоици“, визирайки Декарт и Cпиноза, ала самият той несъмнено също се е запознал внимателно с идеите на античната школа.
Във връзка с развитието на математическата логика към края на XIX в. се появява нов интерес към стоиците. В XX век Жил Дельоз по забележителен начин се обръща към стоическото наследство за изграждане на своята късномодерна философия.